# 布本罗伊特
布本罗伊特是德国巴伐利亚州的一个市镇。总面积4.15平方公里，总人口4518人，其中男性2210人，女性2308人（2011年12月31日），人口密度1 089人/平方公里。